# Antoine d'Estaing
Antoine d'Estaing, né en 1455 et mort le 28 février 1523, est un homme d'Église et prélat français des XVe et XVIe siècles. Il est membre du grand conseil de Louis XII (1495), évêque d'Angoulême (1506-1523), dom d'Aubrac, doyen du chapitre et comte de l'église de Lyon (1514).

## Biographie

### Origines et jeunesse
Antoine d'Estaing descend de la famille d'Estaing, une famille de la noblesse du Rouergue et d'Auvergne, dont l'origine remonte au XIe siècle. Il est le frère de François d'Estaing (1460-1529), évêque de Rodez. 
Il est élevé par les soins de Jean-Pierre d'Estaing, son oncle, chamarier de Lyon.

### Carrière ecclésiastique
Il est chanoine et sacristain de Rodez, prévôt de Villefranche-de-Rouergue, prieur de Langogne, dom d'Aubrac après son oncle, doyen et comte de Lyon, puis en 1506, évêque d'Angoulême, à la mort d'Hugues de Bose. Le roi Louis XII l'avait choisi en 1498 pour être son procureur-général dans l'affaire de la dissolution de son mariage avec Jeanne de France, et l'avait nommé conseiller du grand conseil, puis conseiller clerc au parlement de Toulouse. Il quitte cet office — le roi nomme un successeur par lettres du 10 décembre 1506 — quand il est promu à l'évêché. En 1509, il souscrit au testament du cardinal Georges d'Amboise, ministre d'État et, trois ans plus tard, il prend part au concile de Pise suscité par Louis XII, où il soutient les intérêts de la France contre les prétentions de la cour de Rome. 
Il meurt le 28 février 1523, à l'âge de 68 ans.